# IC 4934
IC 4934 — галактика типу Sc (компактна спіральна галактика) у сузір'ї Павич.
Цей об'єкт міститься в оригінальній редакції індексного каталогу.
Як і інші об'єкти з каталогу IC (Index Catalogue), вона була виявлена в період активного дослідження неба в кінці ХІХ століття.

### Історія відкриття
1. Каталогізація: Галактика IC 4934 була включена до «Другого індексного каталогу» (Second Index Catalogue), який був опублікований у 1908 році Джоном Дрейером як доповнення до «Нового загального каталогу» (NGC). Цей каталог містив відкриття нових об'єктів, таких як галактики, туманності та зоряні скупчення, які були виявлені в період з 1888 по 1907 рік.
2. Відкриття: Ймовірно, IC 4934 була виявлена під час спостережень за допомогою телескопів із фотографічними пластинами, які дозволяли фіксувати об'єкти з дуже слабкою видимістю. Точний спостерігач, який відкрив цю галактику, невідомий, але вона була задокументована в рамках систематичного огляду неба.

### Деталі про IC 4934
1. Тип галактики: IC 4934 класифікується як спіральна галактика типу Sc. Це означає, що вона має чітко виражені спіральні рукави з великою кількістю міжзоряного газу та пилу, а також відносно невелику центральну частину (балдж).
2. Компактність: Компактні галактики, як IC 4934, мають відносно малі розміри порівняно з іншими спіральними галактиками, але мають високу концентрацію зірок у своїй центральній області.
3. Розташування і видимість: IC 4934 розташована в південному небесному сузір'ї Павич, яке добре видно з південної півкулі. Вона знаходиться на значній відстані від Землі, тому її видима величина досить слабка, що робить її спостереження можливим лише з потужними телескопами.
4. Астрономічний інтерес: Як і багато інших компактних спіральних галактик, IC 4934 може бути об'єктом інтересу для астрономів, які вивчають структуру та еволюцію галактик. Спіральні галактики типу Sc часто містять активні зони зореутворення, що робить їх важливими для розуміння процесів, які формують галактики.

IC 4934 є одним з багатьох об'єктів, які допомагають астрономам глибше зрозуміти Всесвіт та процеси, що відбуваються в ньому.